# Визначення вільного програмного забезпечення
Визначення вільного програмного забезпечення (раніше — «Що таке вільне програмне забезпечення?» ,англ. "The Free Software Definition") — стаття Річарда Столмена, що містить визначення вільного ПЗ згідно з Фондом вільного програмного забезпечення. Столмен опублікував перший варіант свого визначення в лютому 1986 року, де описав, що під свободою ПЗ він має на увазі свободу копіювати, розповсюджувати та змінювати його. Сучасна версія статті, з перекладом 39 мовами, опублікована на сайті Фонду вільного ПЗ.

## Визначення
За Столменом, «Свобода ПЗ» означає «право користувача вільно запускати, копіювати, поширювати, вивчати, змінювати та покращувати його». Його сучасна версія визначення свободи програмного забезпечення містить чотири пункти, пронумеровані від 0 до 3:

- Свобода запускати програму з будь-якою метою (свобода 0).
- Свобода вивчати роботу програми та адаптувати її до ваших потреб (свобода 1). Доступ до сирцевих текстів є необхідною умовою.
- Свобода розповсюджувати копії, так що ви можете допомогти вашому товаришу (свобода 2).
- Свобода покращувати програму та публікувати ваші покращення, так що все суспільство виграє від цього (свобода 3). Доступ до сирцевих текстів є необхідною умовою.

## Інші визначення
Слід зазначити, що не всі організації погоджуються з визначенням Столмена. Наприклад, дистрибутив Debian використовує власні критерії для визначення свободи програмного забезпечення, які дещо відрізняються від чотирьох пунктів Столмена. Як наслідок, Debian вважає ліцензію 1-ї версії Artistic License вільною, а GNU Free Documentation License з незмінюваними розділами невільною; Столмен та Фонд вільного ПЗ вважають навпаки.
Розбіжність з приводу GNU FDL виходить з того, що Річард Столмен не вважає, що твори мистецтва та інші роботи, які не є інструментами чи підручниками, мають бути вільними, хоч і підтримує скорочення термінів охорони прав на них. Так, наприклад, рекомендації для вільних дистрибутивів, що розробляються 2008 року, дозволяють використання даних, що мають лише естетичне призначення, на будь-яких умовах, якщо дозволяється їх комерційне та некомерційне копіювання та поширення.